# Acacia victoria
Acacia victoria é uma espécie de leguminosa do gênero Acacia, pertencente à família Fabaceae.